# Maddalena Laura Sirmen
 (mai 2023).
Maddalena Laura Sirmen, née Maddalena Lombardini le 9 décembre 1745 à Venise et morte le 18 mai 1818, est une compositrice et violoniste italienne.

## Biographie
Maddalena Lombardini naquit à Venise de parents pauvres mais nobles. Elle commença ses études dans un orphelinat, l'Ospedale dei Mendicanti, un des hospices musiciens de la ville, où elle apprit aussi la musique. 
Pendant ses quatorze années passées à l'orphelinat, elle fut autorisée de temps en temps à sortir pour étudier avec le violoniste Giuseppe Tartini avec l'espoir que Maddalena développerait les qualités exigées par une femme ambitieuse. Comme elle espérait jouer du violon de manière professionnelle dans une Europe dominée par les hommes, Tartini paya  pour ses leçons de musique à l'orphelinat.
À l'âge de 21 ans, Maddalena reçut son diplôme  et fut autorisée à poursuivre une carrière musicale hors de  Venise. Maddalena se maria avec le  violoniste Ludovico Sirmen en 1767. Ils partirent en tournée tous les deux la même année. Bien qu'il existe peu de documents sur leurs relations, il semble qu'il encouragea la carrière de Maddalena, respectant ses compositions et appréciant ses succès de soliste.  Maddalena eut bientôt la réputation d'être une des meilleures violonistes jamais sorties d'un orphelinat de Venise. 
Maddalena avait peut-être encore plus de succès en tant que compositrice. Les jeunes mariés jouèrent à Paris le  15 août 1768, un double concerto pour violon et le Mercure de France parla en termes enthousiastes du concerto qu'ils avaient composé.
En 1771, Maddalena fit ses débuts à Londres avec son  Concerto pour violon, et reçut des critiques dithyrambiques. 
Maddalena vint à Londres pour la dernière fois en 1772, en tant que cantatrice et essuya un échec. Bien que sa carrière ait décliné dans ses dernières années, on se souvient d'elle comme une compositrice et une exécutante brillante.

## Œuvres
- Six Trios à deux violons et violoncelle obbligato
- Six Quatuors à deux violons, alto, et basse
- Six Duos pour deux violons, dédiés au Duc de Gloucester
- Six Concertos pour violon avec accompagnement de hautbois, deux cors et cordes
- Six Sonates à deux violons
- Six Concertos adaptés pour le clavecin par Signor Giordani